# HD 6028
HD 6028，又名BD+50 202，SAO 21938、HR 287，是一颗恒星，视星等为6.47，位于銀經124.68，銀緯-11.8，其B1900.0坐标为赤經0h 56m 29.2s，赤緯+50° -11.8′ 50″。